# Clubiona capensis
Clubiona capensis är en spindelart som beskrevs av Simon 1897. Clubiona capensis ingår i släktet Clubiona och familjen säckspindlar. Inga underarter finns listade i Catalogue of Life.